# ماساجی کیوکاوا
ماساجی کیوکاوا (به انگلیسی: Masaji Kiyokawa) (زادهٔ ۱۳ فوریهٔ ۱۹۱۳) شناگر اهل ژاپن است.